# Tennis for Two
Tennis for Two és un videojoc esportiu creat al 1958 per William Higinbotham, utilitzant un oscil·loscopi del Brookhaven National Laboratory. El joc és considerat com a “el primer videojoc de la història”, encara que aquest títol sempre ha generat molta controvèrsia perquè n´hi ha fins a tres jocs que es disputen aquest títol.
El joc es va presentar per primera vegada durant una jornada de portes obertes del laboratori, i va causar sensació, especialment entre els estudiants que hi van assistir.

## Sistema de joc

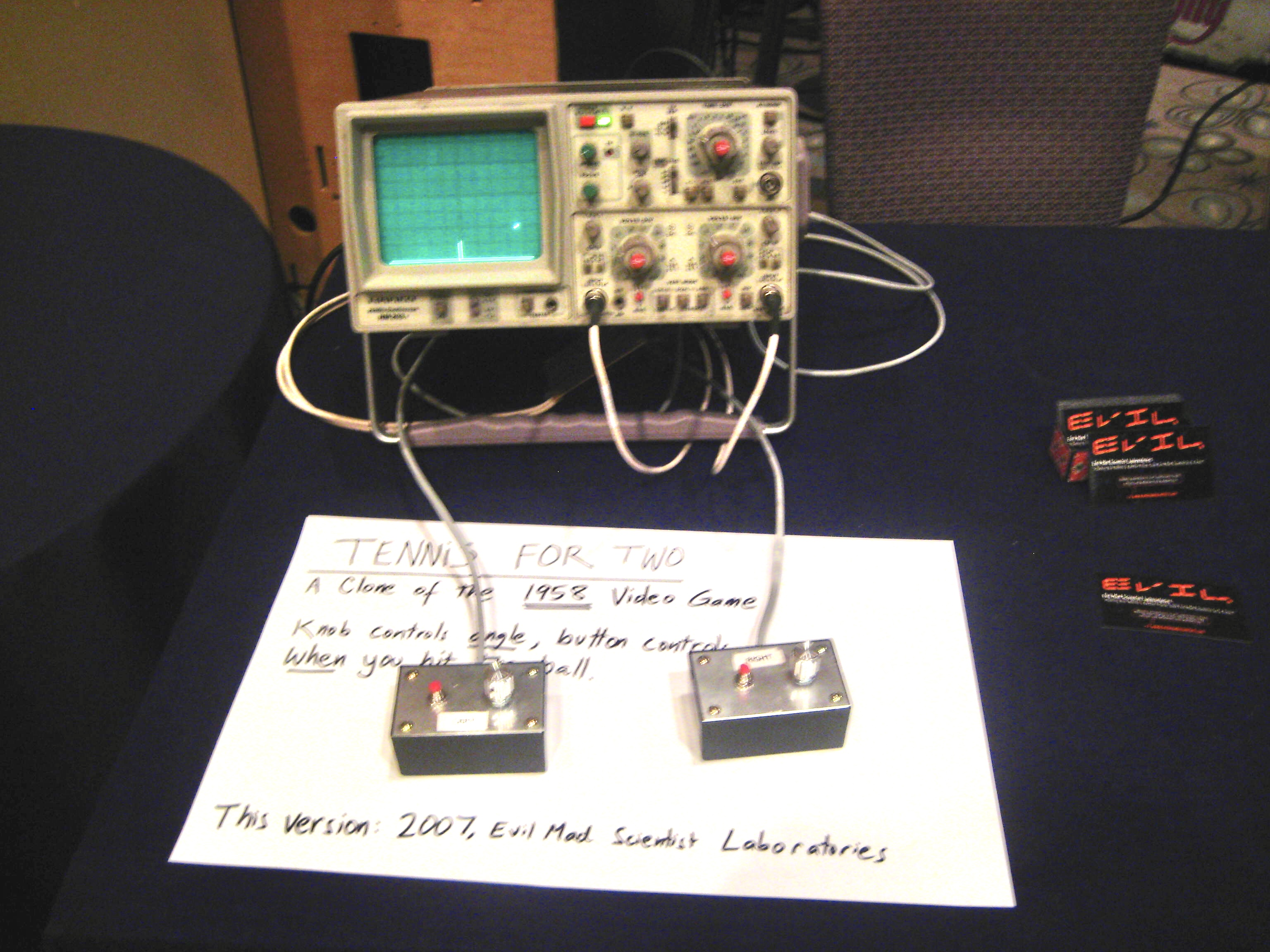
Recreació de la màquina original de Tennis for Two.

Tennis for two és un videojoc de tennis en el qual es veuen representats la pista amb una línia horitzontal, la xarxa amb una línia vertical, i la pilota amb un punt que va definint una trajectòria. El primer jugador fa el servei, i quan la pilota arriba al camp contrari, l'altre jugador la pot colpejar i enviar-la de volta al camp contrari.
Es van dissenyar comandaments específics per jugar al joc, els quals disposaven d'un botó per colpejar la pilota, i una roda per controlar la trajectòria de la mateixa. Gràcies a un sistema d´amplificadors operacionals, la pilota podia canviar la seva trajectòria segons en el lloc de la pantalla on impactés. Era possible fins i tot seleccionar el lloc de la pista on jugar.

## Llegat
El joc es va tornar a exhibir un any després durant una altra jornada de portes obertes del laboratori. En aquesta ocasió es van implementar millores, con ara un display més gran, i la possibilitat de modificar l'altura de la xarxa i la gravetat de la pilota.
Una vegada finalitzada la segona presentació al públic, Higinbotham va desmantellar la màquina original, fent-la irrecuperable. A més, Higinnbotham no va patentar el joc, el que va fer que aquest caigués en l'oblit fins als anys 70.
L´any 1997 es va fer una recreació de la màquina en commemoració del 50 aniversari del Brookhaven National Laboratory que més tard, a l'any 2008, es va tornar a exposar en commemoració del 50 aniversari del propi joc.